# Église Saint-Jean de Saint-Quentin
L'église Saint-Jean est située à Saint-Quentin, dans l'Aisne.

## Galerie d'images

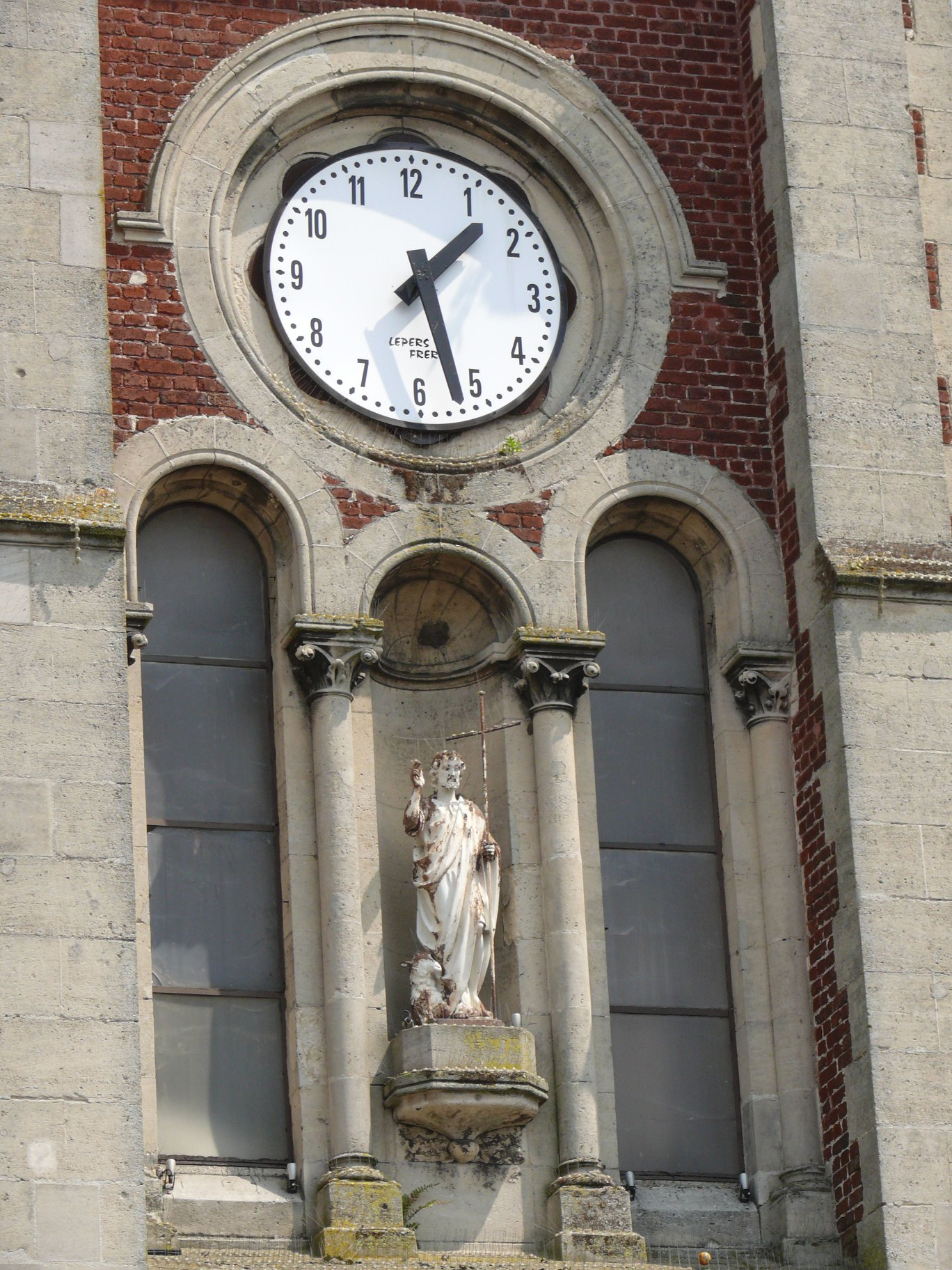
Détail de la façade
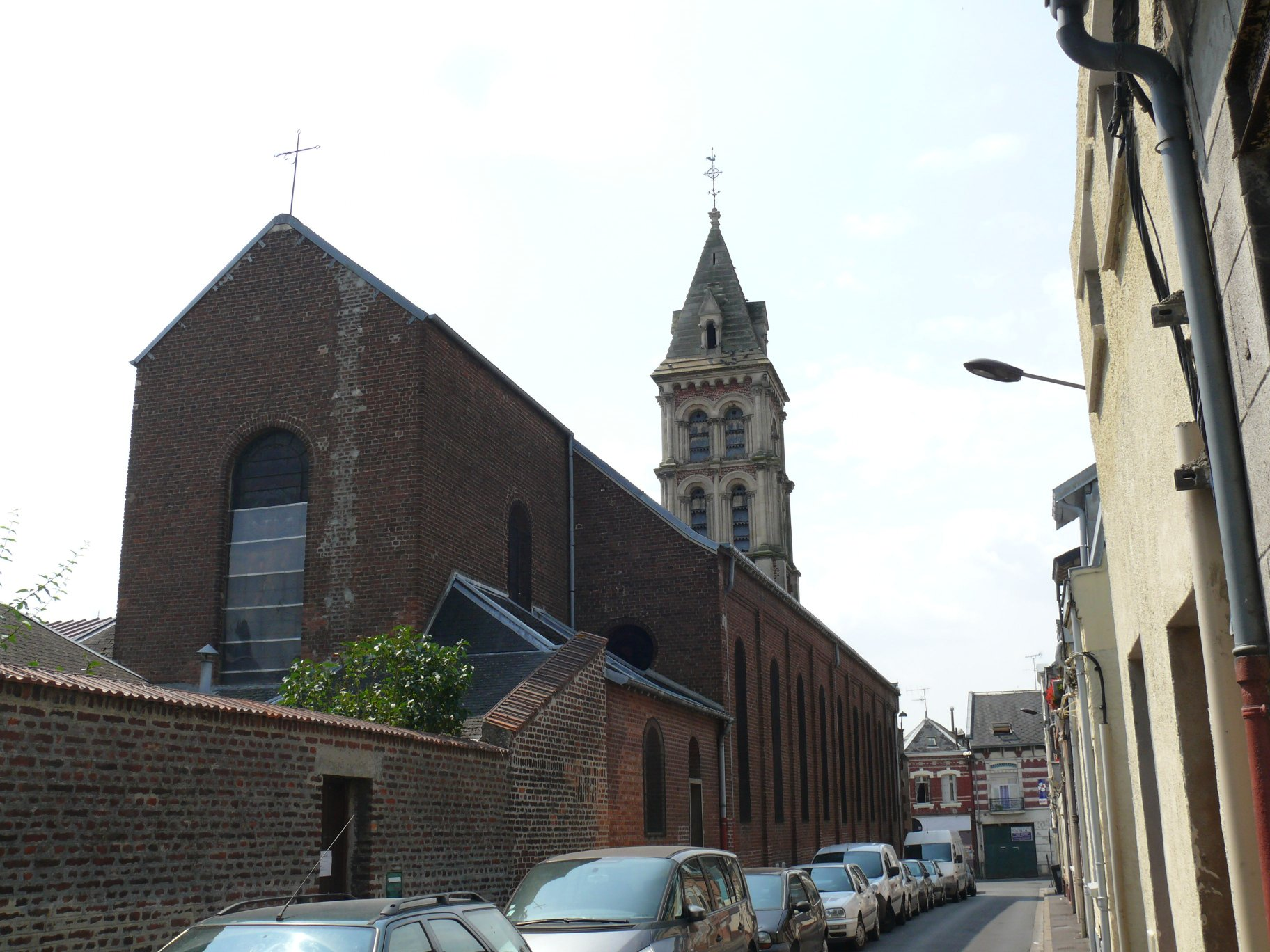
Autre vue